# Don't Step Out of the House
Pour plus de détails, voir Fiche technique et Distribution.
Don't Step Out of the House (hangeul : 남매의 집, RR : Nammaeui Jib) est un film sud-coréen écrit et réalisé par Jo Sung-hee, sorti en 2009.

## Synopsis
Un pauvre garçon et sa sœur vivent dans un appartement au sous-sol. 
Un jour, des inconnus pénètrent dans leur maison et les menacent. 

## Fiche technique
- Titre original : 남매의 집
- Titre international : Don't Step Out of the House
- Réalisation : Jo Sung-hee
- Scénario : Jo Sung-hee
- Décors : Lee Byung-duk, Lee Byung-joon
- Photographie : Yang Guen-young
- Montage : Jo Sung-hee
- Son : Kim Soo-duk, Lee Jong-ho
- Musique : Jae Lee Myung
- Production : Seung-sang Han
- Pays d'origine :  Corée du Sud
- Langue originale : coréen
- Durée : 43 minutes
- Date de sortie :
- Corée du Sud : 2009 - Canada : 7 octobre 2009

## Distribution
- Park Se-Jong (박세종) : Chul-Soo (Frère)
- Lee Da-in-I (이다인) : Sœur
- Baek Sueng-ik (백승익)
- Jo Sung-hwan
- Koo Gyo-hwan